# Gnosjö kommun
Gnosjö kommun er en kommune i Jönköpings län i Sverige.
Kommunen indgår i den såkaldte GGVV-region, bedre kendt som Gnosjöregionen, som har et større antal småindustrier og virksomheder og en lav arbejdsløshed.

## Historie
Ved kommunalreformen i 1952 blev kommunerne Gnosjö, Kulltorp (en del gik til Bredaryds landkommune), Källeryd, Kävsjö og Åsenhöga lagt sammen som Gnosjö kommun.

## Byområder
Der er syv byområder i Gnösjö kommun.
I tabellen vises byområderne i størrelsesorden pr. 31. december 2005.  Hovedbyen er markeret med fed skrift. 
| # | Byområde    | Befolkning |
| - | ----------- | ---------- |
| 1 | Gnosjö      | 4.364      |
| 2 | Hillerstorp | 1.806      |
| 3 | Kulltorp    | 327        |
| 4 | Nissafors   | 313        |
| 5 | Törestorp   | 233        |
| 6 | Marieholm   | 218        |
| 7 | Åsenhöga    | 200        |

En mindre del af af byområdet Lanna ligger også i kommunen, mens størstedelen ligger i Värnamo kommun.
57°22′00″N 13°44′00″Ø / 57.366666666667°N 13.733333333333°Ø